# Короса, Майкл М.
Короса, Майкл М. (Michael M. Coroza) (Манила, 26 августа 1969 года) — филиппинский писатель и переводчик, пишущий на языке филипино, лауреат Литературной премии Юго-Восточной Азии.

## Краткая биография
В 1990 году окончил Университет Санто-Томас. Звание магистра получил в Университете Атенео де Манила (2001), а звание доктора философии — в области филиппинской литературы и перевода — в Университете Филиппин (2010). В настоящее время профессор литературы гуманитарного факультета Университета Атенео де Манила. Генеральный секретарь Союза писателей Филиппин.

## Творчество
Пишет стихи, прозу, критические эссе, занимается художественным переводом. Произведения писателя публикуются в национальных и международных литературных журналах: Kritika Kultura, Philippine Studies, Unitas, Tomas , Bulawan Journal of Arts and Culture, Daluyan, Loyola Schools Review, and the Malay Indonesian Studies. Стремится популяризировать традиционный поэтический жанр Филиппин «балагтасан». Имеет свою колонку в литературном журнале «Haraya» (Воображение) и «Liwayway» (Рассвет). Участник международных поэтических чтений «Куала-Лумпур-10» (2004) и Второго литературного фестиваля «Корея-АСЕАН» в Джакарте (2011). Мастерски читает свои стихи.

## Основные произведения
- ASEANO: An Anthology of Poems from Southeast Asia (1995).
- Dili’t Dilim (Масль и мгла) — сборник стихов (1997)
- Mga Lagot na Liwanag (Суровые огни) — сборник стихов (2001)
- Antologi Puisi dan Kemanusiaan (2004)
- The SEA Write Anthology of ASEAN Short Stories & Poems (2008)
- Imbisibol Man ang Tatay (Мой отец — невидимка) — повесть для детей (2009)
- Ang mga Kahon ni Kalon (Ящики Калона) — повесть для детей (2010)
- Sounds of Asia (Голоса Азии) — сборник стихов поэтов Азии (2011)
- Ang mga Lambing ni Lolo Ding (Нежность дедушки Динга) — повесть для детей (2012)
- Nawawala si Muningning (Мунингнинг пропал без вести) — повесть для детей (2015)
- Sa Pagtula, Ako. - Taufiq Ismail. Dengan Puisi, Aku. 1 Puisi, 80 Bahasa, 80 Tahun. Terjemahan Puisi dalam 58 Bahasa Dunia dan 22 Bahasa Daerah. Prakata Prof. Victor A. Pogadaev. Jakarta: Horison, 2015.

Майкл Короса (в центре) на презентации своей новой книги "Мунингнинг пропал без вести" в сентябре 2015 г.

## Награды[3]
- Литературная премия Дон Карлоса (1991—2009 гг. — восемь раз)
- Премия Франсиско Балагтаса Комитета филиппинской литературы (2005)
- Литературная премия Юго-Восточной Азии (2007)
- Премия почёта Ani ng Dangal Национального комитета по культуре и искусству (2009)
- Премия Преподобного Орасио де ла Коста Университета Атенео де Манила (2012)

## Семья
Жена Жанет Джоб-Короса — директор средней школы. Трое детей: Мико Идьянале (1995), Жан Арайя (1996), Мигель Булаван (2003). Родители проживают в Марикига-Сити.